# Nothobranchius microlepis
Nothobranchius microlepis es una especie de peces de agua dulce de la familia de los notobranquíidos en el orden de los ciprinodontiformes.

## Morfología
Los machos pueden alcanzar los 8 cm de longitud total.

## Distribución geográfica
Se encuentran en ríos de África: Kenia, Somalia y Etiopía.